# Sphaerodoropsis benguellarum
Sphaerodoropsis benguellarum är en ringmaskart som först beskrevs av Francis Day 1963.  Sphaerodoropsis benguellarum ingår i släktet Sphaerodoropsis och familjen Sphaerodoridae. Inga underarter finns listade i Catalogue of Life.